# Claire Bryant
Claire Bryant (25 de agosto de 2001) es una deportista estadounidense que compite en atletismo.
Ganó una medalla de oro en el Campeonato Mundial de Atletismo en Pista Cubierta de 2025, en la prueba de salto de longitud.
Estudió el grado de Publicidad en la Universidad de Florida.

## Palmarés internacional
| Campeonato Mundial en Pista Cubierta | Campeonato Mundial en Pista Cubierta | Campeonato Mundial en Pista Cubierta | Campeonato Mundial en Pista Cubierta |
| Año                                  | Lugar                                | Medalla                              | Prueba                               |
| ------------------------------------ | ------------------------------------ | ------------------------------------ | ------------------------------------ |
| 2025                                 | Nankín (China)                       | Medalla de oro                       | Salto de longitud                    |